# Apamea

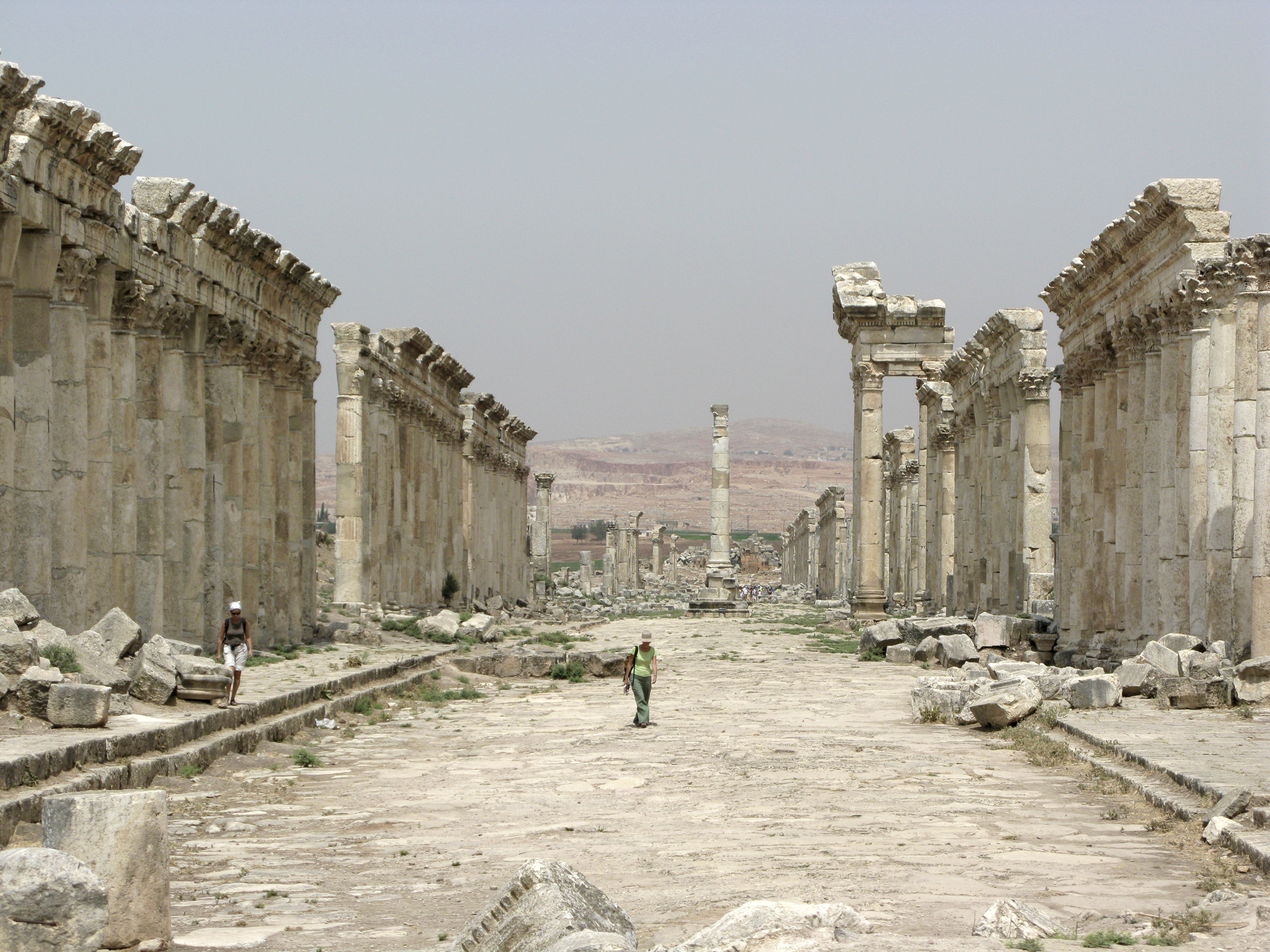
Ruiny miasta Apamea, Syria

Apamea – miasto w państwie Seleucydów. Nazwa tej miejscowości pochodzi od imienia pierwszej żony Seleukosa I Nikatora - Apamy. Apamea stała się głównym ośrodkiem wojskowym Seleucydów, który został rozbudowany przez Seleukosa I. Obecnie stanowisko archeologiczne Afamija w Syrii.

## Historia
Początkowo zakładano, że Apamea została założona przez Aleksandra Macedońskiego ok. 330 r. p.n.e. Z czasem zaczęto przyjmować, że do założenia miasta doszło ok. 307-304 r. p.n.e., a jako fundatora wskazywano jednego z dowódców Aleksandra, Antygona I Monoftalmosa. Analiza mozaiki z Apamei przeprowadzona przez prof. Marka T. Olszewskiego z Uniwersytetu Warszawskiego w 2019 r. wykazała, że w do utworzenia miasta doszło w 320 r. p.n.a dokonali go Antypater i jego syna Kassander.
Analiza mozaiki, skradzionej przez rabusiów w 2011, wykazała, że widnieje na niej najstarszy znany wizerunek koła wodnego (tzw. Norii).
W IV wieku Apamea stała się stolicą prowincji Syria II. W VII wieku została zniszczona przez Persów, a później odbudowana. W 1152 Apameę nawiedziło trzęsienie ziemi, które spowodowało zniszczenie tej miejscowości.
Odkryte ruiny pochodzą z czasów hellenistycznych, rzymskich oraz bizantyjskich. Były to m.in. kolumnowa ulica z II wieku, jeden z największych teatrów rzymskich, kościoły bizantyjskie oraz liczne mozaiki.